# Берлинский блюз (роман)
«Берлинский блюз» (нем. Herr Lehmann — букв. «Господин Леман») — дебютный роман немецкого писателя Свена Регенера.
Роман вышел в 2001 году в издательстве Eichborn и в 2003 году был экранизирован режиссёром Леандером Хаусманом. Русский перевод издан в издательстве «Азбука-классика» в 2006 году.
Действие романа разворачивается в западноберлинском районе Кройцберг летом и осенью 1989 года, незадолго до падения Берлинской стены.
Роман был первым и в конечном счёте стал хронологически завершающей частью трилогии о жизни владельца бара из Западного Берлина Франка Лемана.
Два других романа трилогии — «Южный Нойе-Фар» и «Маленький брат».